# Джессі Айзенберг
Джессі Адам Айзенберг (англ. Jesse Adam Eisenberg; народ. 5 жовтня 1983, Квінз, Нью-Йорк, США) — американський актор, найбільш відомий своїми ролями у фільмах «Кальмар і кит» (2005), «Вітаємо у Зомбіленді» (2009) та його сиквелі (2019), «Соціальна мережа» (2010), «Справжній біль» (2024) та трилогії фільмів «Ілюзія обману» (2013, 2016, 2025). Двічі номінант на премію «Оскар» за головну роль у «Соціальній мережі» та сценарій «Справжнього болю».

## Життєпис

### Раннє життя
Айзенберг народився у Квінзі, Нью-Йорк, штат Нью-Йорк. Його батьки — Еймі, працювала клоуном, і Баррі Айзенберг, залишив лікарню і став професором коледжу. Його сестра, Геллі Кейт Айзенберг, колишня актриса дитячих ролей. Їхня сім'я є єврейською, яка походить із польського міста Красностав. Айзенберг виріс у Квінзі і Нью-Джерсі, відвідував Іст-Брунсвікські державні школи, пізніше перейшовши на другий курс вищої школи.
Спочатку Айзенберг хотів вступати до Нью-Йоркського університету, але передумав, щоб завершити свою роль у фільмі. Згодом він вступив до Нової школи в Нью-Йорку.

### Кар'єра
Вперше на телеекранах актор з'явився в 1999 році в телевізійному серіалі «Будь собою» (англ. Get Real).
Кінокар'єра почалася в 2001 році з фільму «Удар блискавки» (англ. Lightning: Fire from the Sky).
За роль Марка Цукерберга в біографічному фільмі «Соціальна мережа» був номінований на всі головні премії «сезону кінонагород», зокрема й «Оскар».
25 лютого 2022 року висловив підтримку Україні у російсько-українській війні.
У 2022 році здійснив свій режисерський дебют із фільмом «Коли ти закінчиш рятувати світ». У 2024 році, як режисер, поставив свій другий фільм — трагікомедію «Справжній біль», в якій також виконав головну роль. За написання сценарію до фільму вдруге в кар'єрі номінувався на премію «Оскар» та здобув премію BAFTA. 
У березні 2025 року отримав громадянство Польщі з рук президента Анджея Дуди — з цією країною Айзенберга пов'язують родинні зв'язки, тут він також зняв «Справжній біль».

## Особисте життя
Джессі Айзенберг зустрічався з Анною Страут з 2002 по 2012 рік після того, як вони познайомилися на зйомках фільму «Імператорський клуб», де вона працювала асистентом Ліси Брюс. Потім він зустрічався з Мією Васіковською, своєю партнеркою по фільму «Двійник», з 2013 по 2015 рік. Пізніше він відновив стосунки зі Страут, і вони одружилися у 2017 році. У тому ж році у них народився син, якого назвали Баннер.

## Фільмографія

### Актор
| Рік       |    | Українська назва                               | Оригінальна назва                        | Роль                                            |
| --------- | -- | ---------------------------------------------- | ---------------------------------------- | ----------------------------------------------- |
| 1999—2000 | с  | Будь собою                                     | англ. Get Real                           | Кенні Грін (22 епізоди)                         |
| 2002      | ф  | Імператорський клуб                            | англ. The Emperor's Club                 | Луїс Масуді                                     |
| 2002      | ф  | Улюбленець жінок                               | англ. Roger Dodger                       | Нік                                             |
| 2004      | ф  | Таємничий ліс                                  | англ. The Village                        | Джеймісон                                       |
| 2005      | ф  | Перевертні                                     | англ. Cursed                             | Джиммі                                          |
| 2005      | ф  | Кальмар і кит                                  | англ. The Squid and the Whale            | Волт Беркман                                    |
| 2007      | ф  | Навчання Чарлі Бенкса                          | англ. The Education of Charlie Banks     | Чарлі                                           |
| 2007      | ф  | Один день, як дощ                              | англ. One Day Like Rain                  | Марк                                            |
| 2007      | ф  | Полювання Ганта                                | англ. The Hunting Party                  | Бенджамін Страусс                               |
| 2009      | ф  | Парк культури і відпочинку                     | англ. Adventureland                      | Джеймс Бреннан                                  |
| 2009      | ф  | Вітаємо у Зомбіленді                           | англ. Zombieland                         | Колумбус                                        |
| 2009      | ф  | Сексоголік                                     | англ. Solitary Man                       | Даніель Честон                                  |
| 2010      | ф  | Святі ролери                                   | англ. Holy Rollers                       | Сем Ґолд                                        |
| 2010      | ф  | Соціальна мережа                               | англ. The Social Network                 | Марк Цукерберг                                  |
| 2011      | с  | Суботнього вечора в прямому ефірі              | англ. Saturday Night Live                | гість (Епізод: "Jesse Eisenberg / Nicki Minaj") |
| 2011      | мф | Ріо                                            | англ. Rio                                | Блу (озвучка)                                   |
| 2011      | ф  | Встигнути за 30 хвилин                         | англ. 30 Minutes or Less                 | Нік                                             |
| 2012      | ф  | Римські пригоди                                | англ. To Rome with Love                  | Джек                                            |
| 2012      | ф  | Безплатні зразки                               | англ. Free Samples                       | Текс / Альберт                                  |
| 2012      | с  | Новини                                         | англ. The Newsroom                       | Ерік Ніл (Епізод: "We Just Decided To")         |
| 2013      | ф  | Ілюзія обману                                  | англ. Now You See Me                     | Дж. Деніел Атлас                                |
| 2013      | ф  | Двійник                                        | англ. The Double                         | Саймон                                          |
| 2014      | с  | Американська сімейка                           | англ. Modern Family                      | Ешер (Епізод: "Under Pressure")                 |
| 2014      | мф | Ріо 2                                          | англ. Rio 2                              | Блу (озвучка)                                   |
| 2015      | ф  | Ультраамериканці                               | англ. American Ultra                     | Майк Гавелл                                     |
| 2016      | ф  | Бетмен проти Супермена: На зорі справедливості | англ. Batman v Superman: Dawn of Justice | Лекс Лютор                                      |
| 2016      | ф  | Ілюзія обману: Другий акт                      | англ. Now You See Me 2                   | Дж. Деніел Атлас                                |
| 2016      | ф  | Світське життя                                 | англ. Café Society                       | Боббі Дорфман                                   |
| 2017      | ф  | Ліга Справедливості                            | англ. Justice League                     | Лекс Лютор                                      |
| 2018      | ф  | Операція «Колібрі»                             | англ. The Hummingbird Project            | Вінсент Залеський                               |
| 2019      | ф  | Віваріум                                       | англ. Vivarium                           | Том                                             |
| 2019      | ф  | Вітаємо у Зомбіленді 2                         | англ. Zombieland: Double Tap             | Колумбус                                        |
| 2019      | ф  | Мистецтво самооборони                          | англ. The Art of Self-Defense            | Кейсі Девіс                                     |
| 2020      | ф  | Опір                                           | англ. Resistance                         | Марсель Марсо                                   |
| 2021      | ф  | Дикий індіанець                                | англ. Wild Indian                        | Джеррі                                          |
| 2021      | ф  | Ліга справедливості Зака Снайдера              | англ. Zack Snyder's Justice League       | Лекс Лютор                                      |
| 2022      | с  | Флейшман в біді                                | англ. Fleishman Is in Trouble            | Тобі Флейшман (8 епізодів)                      |
| 2023      | ф  | Манодром                                       | англ. Manodrome                          | Ральфі                                          |
| 2024      | ф  | Сутінки снігової людини                        | англ. Sasquatch Sunset                   | самець снігової людини                          |
| 2024      | ф  | Справжній біль                                 | англ. A Real Pain                        | Девід Каплан                                    |
| 2025      | ф  | Ілюзія обману 3                                | англ. Now You See Me 3                   | Дж. Деніел Атлас                                |

### Режисер, сценарист, продюсер
| Рік  | Назва                          | Режисер | Сценарист | Продюсер   |
| ---- | ------------------------------ | ------- | --------- | ---------- |
| 2019 | Віваріум                       | Ні      | Ні        | Виконавчий |
| 2021 | Дикий індіанець                | Ні      | Ні        | Виконавчий |
| 2022 | Коли ти закінчиш рятувати світ | Так     | Так       | Ні         |
| 2024 | Сутінки снігової людини        | Ні      | Ні        | Так        |
| 2024 | Справжній біль                 | Так     | Так       | Так        |